# Convenzione di Tauroggen
La Convenzione di Tauroggen fu un trattato armistiziale siglato il 30 dicembre 1812 dal comandante in capo dell'esercito russo (Conte Hans Karl von Diebitsch) e dal suo omologo prussiano (generale Hans David Ludwig Yorck von Wartenburg), al termine della disastrosa Campagna di Russia napoleonica iniziata nel giugno di quel medesimo anno. 
Dal momento che - formalmente - i prussiani erano ancora alleati dei francesi, il re di Prussia dovette dapprima condannare pubblicamente l'accordo che prevedeva la non belligeranza dell'esercito prussiano e la sua collaborazione logistica all'attraversamento del territorio nazionale da parte dell'armata russa che stava inseguendo i francesi in rotta. Yorck venne deferito alla corte marziale. Solo dopo qualche tempo, sotto la minaccia dello Zar di Russia di annettersi l'intera Prussia Orientale, inclusa la città di Danzica, il sovrano prussiano si sganciò dal vassallaggio francese, stringendo una formale alleanza antinapoleonica con Gran Bretagna e Russia il 28 febbraio 1813 ("Trattato di Kalisz", tra l'altro redatto nella lingua diplomatica del tempo, la lingua francese, seppur indirizzato contro la Francia).
Il trattato segna la rinascita della potenza militare prussiana, dando seguito alle istanze patriottiche dell'esercito e del governo, prostrati dalle vittorie francesi nel biennio 1806-1807. Esso, al contempo, segna la definitiva sconfitta, diplomatica prima e militare poco dopo, di Napoleone, nonché la ribellione delle nazioni europee al suo dominio. La Turchia era in stato di guerra fin dal 1798, la Spagna era in rivolta fin dal 1808, il Portogallo era stato liberato dagli inglesi nel 1810, ma a partire dal 1813 la situazione si fece difficilissima per i francesi: l'Austria e la Germania si ribellarono nel 1813, l'Italia si ribellò nel 1814, la Danimarca sconfessò l'alleanza con la Francia all'inizio del 1814, i Paesi Bassi e il Belgio si ribellarono tra il 1813 ed il 1814, la Svezia dichiarò guerra alla Francia nel 1813, mettendo in serio pericolo il castello di alleanze francesi.

## Localizzazione geografica
Il trattato venne firmato nella notte del 30 dicembre 1812 in territorio allora russo, oggi lituano, ai Mulini di Tauroggen, alla periferia dell'attuale città lituana di Tauragė (in tedesco Tauroggen, in polacco Taurogi), una città nell'attuale Lituania sud-occidentale, presso il confine con l'attuale enclave russa di Kaliningrad, sita sulle sponde del fiume Jūra. La città dista 40 km dal confine dell'ex Prussia Orientale e si trova lungo la direttrice stradale che conduce dalla russa Kaliningrad (in tedesco Königsberg, antica capitale della Prussia) alla capitale lituana Vilnius e alla capitale della Lettonia, Riga.

## Antefatto
Dopo la disfatta francese patita nella Battaglia della Beresina, con una temperatura di - 40 °C, in cui molti soldati napoleonici morirono congelati nelle acque del fiume omonimo, la Grande Armata cessò praticamente di esistere. Rientrarono infatti in Prussia, donde erano partiti sei mesi prima, solo 40.000 effettivi dei 700.000 iniziali. Il colpo di grazia venne loro inferto dal tifo petecchiale, una malattia infettiva imputabile alla scarsa igiene della truppa, che falcidiò circa 10.000 uomini alle porte di Vilnius, allora parte della Russia (nel 2003 venne scoperta una fossa comune contenente i resti di 3.000 soldati francesi alla periferia della città). Il completo annientamento dell'esercito francese e la difficoltà per Napoleone di rimpiazzare il numero di militari caduti (circa 660 mila uomini, molti dei quali esperti e validi veterani) non passò inosservata nelle corti europee, specialmente a Berlino, asservita nel 1807 e a Vienna, asservita nel 1809.

## Il contesto storico
Il piano d'invasione della Russia ideato nei minimi dettagli da Napoleone prevedeva l'occupazione della capitale russa, San Pietroburgo, e della capitale spirituale della Russia, Mosca, nel caso i russi non fossero stati completamente sbaragliati in un paio di grandi battaglie campali in un triangolo tra Vilnius, Vicebsk e Smolensk. Napoleone aveva meticolosamente e minuziosamente studiato la disastrosa campagna bellica portata dal re Carlo XII di Svezia, che, nel 1709, addentratosi troppo in profondità nel territorio russo, era rimasto a corto di vettovagliamento e troppo lontano dalle proprie basi di rifornimento, con un allungamento eccessivo della linea del fronte ed una concentrazione di truppe troppo ridotta per l'estensione del territorio occupato. Il piano di Napoleone avrebbe inizialmente previsto di procedere verso Mosca unicamente in caso di mancata distruzione dell'esercito russo e, per cogliere sul fatto l'intero esercito russo impreparato, decise di non inviare preventivamente la dichiarazione di guerra. A nulla valsero i tentativi dell'ambasciatore francese a San Pietroburgo, Armand Augustin Louis de Caulaincourt, di metter in guardia l'imperatore francese da un simile azzardo. 
Gran parte delle truppe della forza d'invasione, al comando dello stesso Napoleone, avrebbero puntato, così, su Mosca, mentre un'armata soltanto, al comando del generale Étienne Jacques Joseph Alexandre Macdonald era stata ritenuta sufficiente per liberare la costa baltica e prendere San Pietroburgo, contando sulla sollevazione antirussa da parte dei popoli baltici e dei polacchi residenti. Al contempo, l'avanzata su Mosca sarebbe stata preceduta dall'affissione di proclami, in lingua russa, che annunciassero l'affrancamento dei contadini russi dalla servitù della gleba, che, nelle intenzioni di Napoleone, avrebbe dovuto mantenere quanto meno neutrale la popolazione russa. 
Tra il 23 ed il 24 giugno, con l'attraversamento del fiume confinario Niemen, iniziò l'invasione della Russia. Napoleone puntò su Vilnius, dove le sue spie avevano riferito la presenza dello zar ad una festa di gala. Il corpo prussiano era, invece, alle dipendenze dell'armata che marciava su San Pietroburgo, di cui costituiva circa la metà degli effettivi. La marcia dell'armata del generale McDonald venne definitivamente bloccata a fine luglio in uno sterile assedio della città di Riga (24 luglio - 19 dicembre), dove la strenua resistenza della guarnigione cittadina russa, agl'ordini del generale modenese Filippo Paulucci, fece fallire il piano napoleonico di marciare sulla capitale zarista. Peggior sorte sarebbe toccata ai prussiani accerchiati nella città lettone di Liepāja, del tutto isolati territorialmente dalla Prussia, quando l'esercito napoleonico cessò praticamente di esistere al ritorno in Vilnius (11 dicembre). 
Tauragė (in tedesco Tauroggen) era una cittadina lituana inglobata dalla Russia nel 1792, a seguito della Seconda spartizione della Polonia, ma contava una notevole comunità tedesca ed era legata alla Prussia da vincoli feudali che datavano dal tempo in cui, sia la Prussia sia molte città delle attuali repubbliche di Lituania, Lettonia ed Estonia, nonché della regione russa dell'Ingria, erano sottomesse all'Ordine guerriero-monastico dei Cavalieri Teutonici, tra il 1200 ed il 1500. 
L'esercito russo incalzava la retroguardia di Napoleone, mentre l'esercito francese batteva in ritirata, disastrosamente, coperto dai prussiani sul fianco destro, dislocati tra la città lituana di Tauragė, un'exclave del Regno di Prussia in territorio russo e le città lettoni Cēsis, di Jelgava e Iecava. I Prussiani rischiavano l'accerchiamento essendo stati abbandonati dal generale francese Jacques MacDonald. Il 29 dicembre, l'accerchiamento dell'armata di 40.000 prussiani, relativamente risparmiata dai combattimenti dell'estate (gli emissari del kaiser prussiano avevano segretamente fatto sapere allo zar russo che la partecipazione obbligata alla spedizione napoleonica era un pro forma) divenne effettiva quando essa si ritirò entro la città di Tauragė. A questo punto, la scelta per il comandante in capo prussiano era quella di arrendersi, o di tentare di raggiungere il confine prussiano rompendo l'accerchiamento russo, oppure trattare un onorevole ribaltamento di alleanza.

## La politica ambigua del kaiser prussiano ed i preliminari delle trattative
Nella primavera del 1812 su ordine di Napoleone, la Prussia si impegnò a inviare 20.000 soldati prussiani nell'esercito francese per la campagna di Russia. Il corpo ausiliario prussiano costituiva la base del 10º corpo della Grande Armata, composto da 20.000 uomini, sotto il comando del maresciallo Macdonald. Durante l'invasione della Russia si distinse nella battaglia di Ekau, il 19 luglio 1812, dove sconfisse i russi. Ma ben presto l’armata di McDonald, che nelle intenzioni di Napoleone avrebbe dovuto prendere San Pietroburgo, la capitale imperiale russa, si trovò impantanata nello sterile assedio di Riga, il capoluogo del governatorato di Livonia (attuale Lettonia), dal 24 luglio al 19 dicembre. A questo punto, il Kaiser prussiano, all’insaputa di Napoleone, fece giungere allo Zar russo l’assicurazione che le sue truppe avrebbero cercato di non impegnarsi a fondo contro l’esercito russo, stante l’obbligo della Prussia sottomessa all’ubbidienza nei confronti di Napoleone. A capo del contingente ausiliario prussiano fu messo – su esplicita richiesta di Napoleone – il generale Julius August Reinhold von Grawert, che scelse come suo secondo Ludwig Yorck von Wartenburg, cui cedette il comando dopo la battaglia di Ekau a causa di una caduta da cavallo che gli provocò la frattura d’una gamba, il 21 luglio. Sia Grawert che Yorck von Wartenburg erano di sentimenti fortemente antifrancesi. 
Quando venne a conoscenza della ritirata di Napoleone, il governatore generale della regione baltica russa, marchese Filippo Osipovich Paulucci, negoziò con Yorck il ritiro del corpo di spedizione prussiano, facendo recapitare a Yorck una missiva autografa del generale Macdonald, intercettata dai cosacchi russi, in cui si chiedeva esplicitamente al Kaiser la sua destituzione. Amareggiato, il generale prussiano inviò staffette che informarono regolarmente il Kaiser prussiano Federico Guglielmo III della possibilità di una dignitosa ritirata senza perdite umane offerta dai russi. Il Kaiser diede le sue istruzioni generali nello stile suo tipico, ambiguo, consentendo un'ampia interpretazione: “Agisci secondo le circostanze. Napoleone è un grande genio. Non spingerti oltre i confini previsti del buon senso." 
Il 23 dicembre 1812, nei pressi del villaggio lituano di Koltynany (l'attuale Kaltinenai), l'avanguardia del corpo prussiano fu intercettata da un distaccamento leggero russo. Le forze russe, 1.400 soldati, per lo più cosacchi dotati solo di sei cannoni, non erano sufficienti per impegnare i 14 - 17mila soldati prussiani di Yorck dotati di 32 cannoni. Per evitare inutili spargimenti di sangue, il generale russo, ma d’origine prussiana, nonché amico e collega d’accademia militare, Hans Karl Friedrich Anton von Diebitsch und Narden, iniziò a sua volta ad intavolare trattative con Yorck. 
Il 5 dicembre il governatore generale di Riga, marchese Paulucci, consigliò a Yorck di accettare l'offerta russa, tanto più che proprio in quel giorno il generale Macdonald era rientrato, con il resto del suo esercito sbandato, in Prussia Orientale. Yorck il 6 dicembre, spedì a Berlino dal Kaiser il suo aiutante Anton Friedrich Florian von Seydlitz-Kurzbach con una richiesta lapidaria e perentoria per cui “era necessario decidere di portare la politica prussiana nella direzione opposta all’attuale alleanza filofrancese”. Il 21 dicembre Yorck ricevette la risposta del Kaiser: "La corte di Berlino è pronta ad abbandonare l'alleanza con Napoleone non appena le circostanze politiche lo renderanno possibile. Procedete con cautela e circospezione". Il 22 ed il 23 dicembre Carl von Clausewitz, il vice di Diebitsch, altro amico e compagno di accademia di Yorck, cercò di convincere il cauto Yorck a passare dalla parte dei russi. Il giorno di Natale ci fu un secondo inconcludente incontro tra Yorck, Clausewitz e Diebitsch. Il 28 dicembre Yorck ed i suoi soldati occuparono il villaggio di Tauroggen, a 40 km dal confine russo-prussiano. Il giorno 29 i russi circondarono il villaggio tagliando di fatto la ritirata ai prussiani, e lo stesso giorno Clausewitz mostrò una seconda lettera autografa di Macdonald in cui si chiedeva al Kaiser di destituire e pensionare Yorck al momento del suo rientro a Berlino. A questo punto Yorck decise autonomamente di rompere gl’indugi e di fissare per l’indomani, 30 dicembre, l’incontro per iniziare le trattative di pace.

## La sigla dell'accordo ai Mulini di Tauroggen

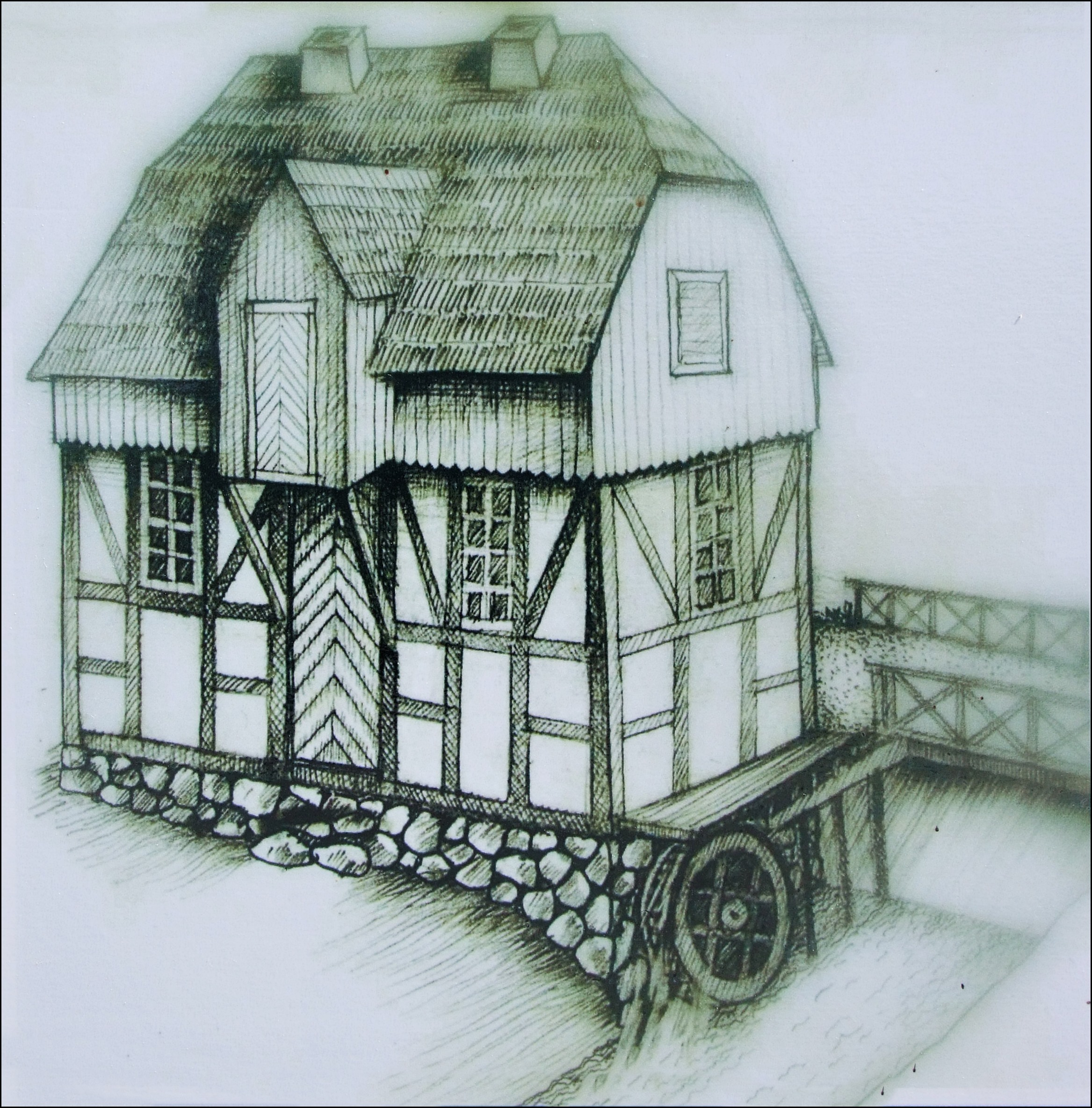
Ricostruzione del mulino di Tauragė.

I Russi si accamparono nella notte del 20 dicembre su un terreno gelato, mentre stava nevicando e la visibilità era estremamente bassa, in prossimità di Tauragė (la città era stata annessa alla Russia nel 1792). La retroguardia prussiana era ancora pressoché intatta e militava sotto le insegne dell'esercito imperiale francese, arruolata al servizio di Napoleone dopo la sconfitta del re prussiano nelle battaglie di Jena e di Auerstädt del 1806; essa si trovava a poco più di un chilometro dai soldati zaristi, e già da tempo brulicava di disertori e di uomini desiderosi di scrollarsi di dosso il giogo napoleonico (la Francia aveva umiliato la Prussia a Tilsit, odierna città russa di Sovetsk). Contatti informali tra i rappresentanti dei due eserciti erano in corso da alcuni giorni (20, 24, 25 dicembre) "tra gli avamposti" a sei miglia da Koltinjani, sulla strada da Tauragė per Tilsit. 
A mezzanotte del 27 dicembre, Carl von Clausewitz, un generale prussiano passato al servizio dei russi dopo la sconfitta prussiana del 1807, ed in quel momento ufficiale prussiano di collegamento tra la corte imperiale russa ed il quartier generale delle armate settentrionali russe, scortato da un ufficiale dei cosacchi attraversò disarmato le proprie linee e si presentò agli ussari prussiani che combattevano coi francesi (dopo la resa della Prussia nel 1807, una parte degli ufficiali e dei soldati prussiani disertò a favore della Russia), chiedendo di incontrare il comandante in capo prussiano, che conosceva personalmente, il generale Yorck. 
Clausewitz era un consigliere molto ascoltato dallo zar ed aveva mediato la corrispondenza epistolare segreta tra il kaiser prussiano e lo zar russo nella primavera del 1812, così come aveva consigliato il logoramento dell'esercito napoleonico una volta attirato nel profondo del territorio russo, ed era impegnato a convincere il titubante zar a liberare l'intera Europa dal giogo napoleonico, laddove lo zar era incline a fermarsi al confine russo-polacco-prussiano. Le sentinelle prussiane, sorprese dalla sua perfetta conoscenza del tedesco, lo scortarono dal generale, che lo riconobbe e rimase sorpreso della proposta di alleanza formale che recava. Il generale prussiano prese tempo, in quanto passibile della pena capitale per alto tradimento. Soprattutto è grazie a lui che la sera del 25 dicembre ha potuto svolgersi un primo incontro tra i due generali tedeschi Yorck e Diebitsch, pari grado, uno prussiano al servizio francese e l'altro, prussiano al servizio russo. Si rividero la notte successiva, quando Carl von Clausewitz rivelò l'imminenza d'una potente offensiva russa che avrebbe travolto il quartier generale napoleonico in Prussia puntando direttamente su Berlino. Il suo scopo era convincere i compatrioti ad abbandonare l'esercito napoleonico e così obbligare il sovrano prussiano ad unirsi all'alleanza contro i Francesi. I due generali prussiani erano stati compagni d'accademia a Berlino e Yorck, tra il marzo ed il maggio 1812, gli aveva fatto pervenire le missive segrete del kaiser indirizzate alo zar, dove si scriveva che il sovrano prussiano era costretto a cedere parte dell'esercito a Napoleone in vista dell'invasione della Russia, ma che, segretamente, era stato impartito a lui l'ordine di ritardare la marcia su San Pietroburgo e di non impegnarsi a fondo nel combattimento contro l'esercito imperiale zarista. 
Clausewitz, ora, fungeva da emissario, e in questo impegnava direttamente la parola del comandante delle forze russe in Bielorussia e Lituania, il generale principe Peter Christianovič Wittgenstein, che avrebbe controfirmato l'accordo su ordine diretto dello zar. Qualora l'accordo non si fosse trovato, lo zar aveva già firmato un decreto d'annessione di tutta la Prussia Orientale da Memel a Danzica. La mattina seguente (29 dicembre), alcuni ufficiali prussiani si incontrarono presso il Poscheruner Mühle, un mulino a 3 km da Tauragė, in territorio neutrale tra le rispettive prime linee. Metà di essi erano agli ordini dello zar, metà agli ordini di Napoleone. Quel giorno Clausewitz mostrò all'ancora indeciso Yorck una lettera autografa del generale Macdonald indirizzata al kaiser prussiano dove, in tono assai poco diplomatico, dubitando fortemente della lealtà e della competenza bellica professionale di Yorck, ne chiedeva l'allontanamento e la sostituzione. La lettera era stata intercettata dai russi. 
Il 30 dicembre, unico caso nella storia militare prussiana, si giunse ad un accordo tra un generale prussiano ed il nemico contravvenendo al sacro giuramento d'obbedienza verso il proprio imperatore. Un comandante generale aveva sfidato l'ordine esplicito del suo re e aveva concluso un accordo di neutralità con un generale della parte avversaria di propria iniziativa, sconfessando platealmente la politica estera della propria patria. L'ufficiale recalcitrante era reo di tradimento senza attenuanti e rischiava la fucilazione. I due generali prussiani, militanti sugli opposti fronti, sottoscrissero un trattato, dichiarando la neutralità delle forze armate prussiane a fronte dell'impegno russo a liberare la Prussia. 
La storica convenzione accordava alla Divisione prussiana lo status di truppa neutrale esautorando, di fatto, il kaiser dalla posizione di capo supremo delle forze armate prussiane. Vennero apposte le firme dei comandanti dell'esercito prussiano Yorck e di quello russo von Diebitsch, prussiano anch'egli, ma al servizio dello zar. Il generale ribelle Yorck il 5 gennaio 1813 scrisse quindi al suo Re: "Ora o mai più è il momento di riconquistare la libertà, l'indipendenza e la grandezza della nostra amata Patria. Giuro a Vostra Maestà Reale che sarò calmo sul mucchio di sabbia, come lo sono e lo sono sempre stato sul campo di battaglia, dove i miei capelli sono diventati grigi, dovunque il proiettile mi aspetterà. Rimango sempre e comunque un patriota ed un buon prussiano!". Intendeva dire che la sua vita era sempre in pericolo e non temeva la fucilazione così come non temeva la morte in battaglia e che il momento era opportuno per scrollarsi di dosso i francesi e che la storia non avrebbe concesso una seconda occasione. Sebbene inizialmente infuriato per l'arbitrarietà dell'azione di Yorck, il re prussiano suggellò la secessione della Prussia dall'alleanza militare forzata con la Francia quasi tre mesi dopo, di fronte alla ribellione dell'intero stato maggiore prussiano ed alla minaccia di dimissioni in blocco del corpo dei suoi ministri.

## Il testo dell'accordo
“Oggi il sottoscritto, ovvero il comandante in capo del corpo ausiliario prussiano, tenente generale Yorck, da un lato, ed il quartiermastro generale dell'esercito imperiale russo agli ordini del conte Von Wittgenstein, maggiore generale Von Diebitsch, dall'altro, dopo attenta deliberazione, hanno stipulato il seguente accordo:
Art 1. Il corpo militare prussiano occuperà, all'interno del territorio reale prussiano, la linea lungo il confine da Klaipėda e Nemirseta fino alla strada da Vainutas a Tilsit (odierna Sovetsk). Da Tilsit, la strada che passa per Schillapischken e Zeles'e a Polessk, comprese le città che tocca, determinerà l'estensione del paese che il suddetto corpo prussiano deve occupare. Questo territorio sarà delimitato dall'altra parte dal Kurškij Zaliv, così che tutta questa zona sarà considerata perfettamente neutrale finché le truppe prussiane la occuperanno. Resta inteso che le truppe russe potranno andare e venire sulle suddette strade principali, ma non potranno prendere alloggio nelle città di questo distretto.
Art 2. Le truppe prussiane rimarranno completamente neutrali nel distretto designato nell’articolo precedente, fino al sopraggiungere di nuovo ordine da parte di Sua Maestà il Re di Prussia; ma si impegnano, nel caso in cui la suddetta Maestà ordini loro di unirsi alle armate imperiali francesi, a non combattere per un lasso di due mesi, a partire dal giorno odierno.
Art 3. Nel caso in cui Sua Maestà il Re di Prussia o Sua Maestà l'Imperatore di tutte le Russie rifiutino di ratificare la presente convenzione, l'esercito prussiano sarà libero di andare dove gli ordini del suo re lo richiedono.
Art 4. Restituiremo al corpo militare prussiano tutte le slitte trovate sulla strada principale per Jelgava, ed anche tutto ciò che fa parte del materiale dell'esercito prussiano. Quanto ai rifornimenti ed ai carri di detto corpo, tutto ciò che lo compone potrà attraversare senza ostacoli le linee russe per raggiungere Königsberg, od anche, da più lontano, il corpo d'armata prussiano.
Art 5. Nel caso in cui gli ordini del tenente generale Yorck potessero ancora raggiungere il tenente generale Von Massenbach, le truppe che sono sotto il comando di quest'ultimo saranno incluse nella presente convenzione.
Art 6. Tutti i prigionieri che le truppe russe comandate dal maggior generale di Diebitch eventualmente catturassero tra le file delle truppe del generale Von Massenbach saranno inclusi in questa convenzione.
Art. 7. Il corpo prussiano manterrà la facoltà di disporre tutte le questioni relative all'approvvigionamento delle reggenze regionali della Prussia, salvo nel caso in cui queste province siano occupate dalle armate russe.
Il suddetto contratto è stato redatto in duplice copia e corredato della firma e dell'apposito sigillo dei sottoscrittori.
Redatto al mulino Poscherun, il 18 dicembre 1812 (Calendario Giuliano) / 30 dicembre 1812 (Calendario Gregoriano).
Firmato: Yorck, Tenente Generale al servizio della Prussia / Von Diebitsch, Maggiore Generale al servizio della Russia »

## L'importanza storica del trattato

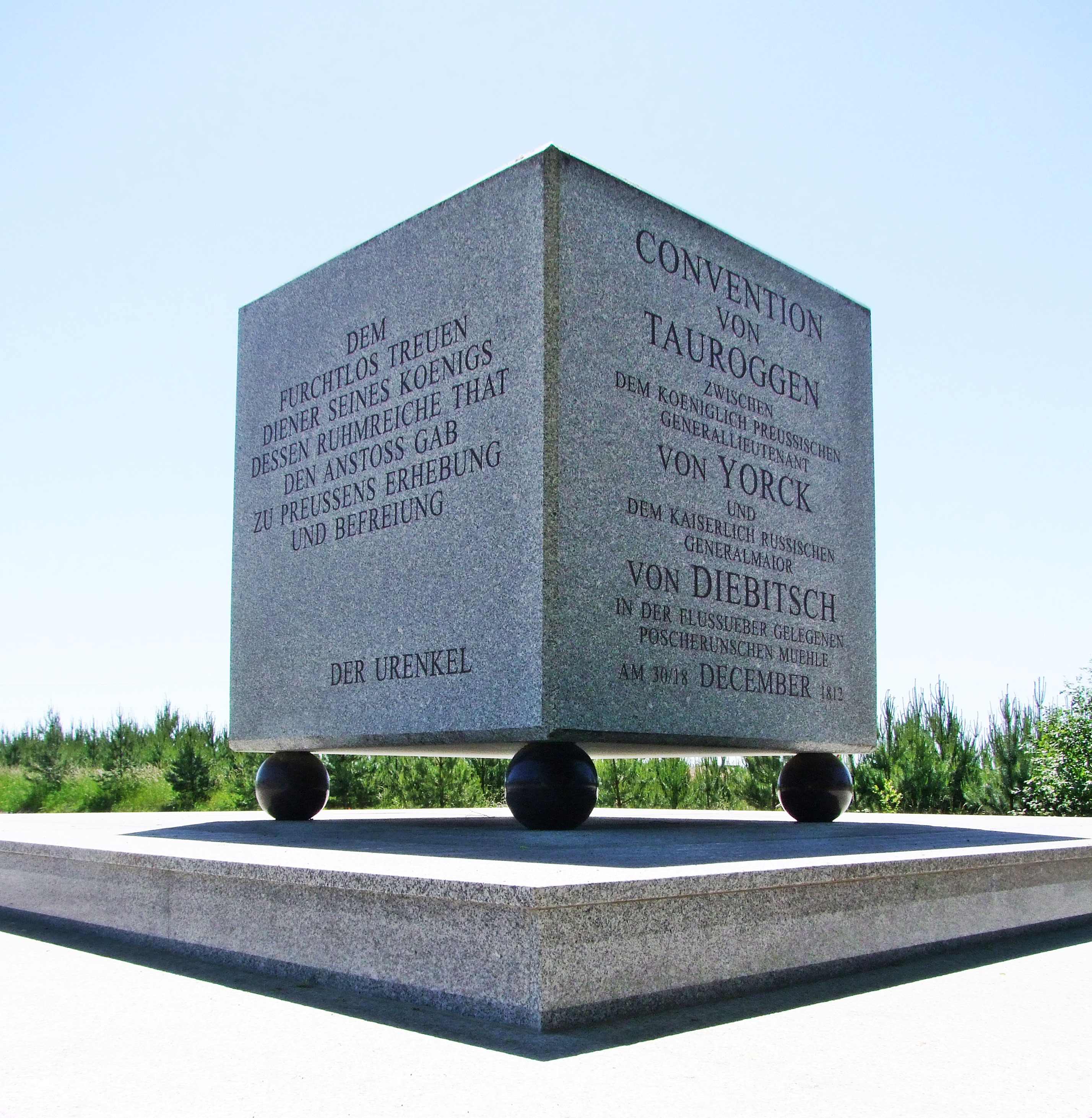
Il monumento cubico a Tauragė, sorge sul luogo dell'antico mulino ove fu firmata la convenzione.

L'accordo sottoscritto a Tauragė, in pratica, fece ritirare l'intero esercito prussiano, molto ben disciplinato ed addestrato, in un quadrilatero di territorio nell'estremo nord del Memeland, regione priva di qualunque importanza strategica, compresa tre il Mar Baltico e il fiume Nemunas, lasciando sguarnite tutte le principali città della Prussia Orientale. Inoltre, non vietava espressamente all'esercito russo di entrare in Klaipėda, cosa che poi avvenne. Dopo aver appreso del tradimento di Yorck, Gioacchino Murat, comandante in capo di quanto restava della Grande Armata napoleonica, giudicando impossibile la difesa della Prussia Orientale, si ritirò frettolosamente attraverso la Vistola : "Sono indifendibili ! Tutte le altre terre prussiane a est della Vistola passeranno immediatamente sotto il controllo russo". La decisione del generale prussiano consentiva ai russi l'occupazione pressoché indisturbata non solo della Prussia Orientale, ma anche del Granducato di Varsavia, rendendo perfettamente inutile l'eventuale difesa del rimanente territorio prussiano (ed infatti, le armate russe investirono contemporaneamente, su tre direttrici, il Regno di Prussia, prendendo la Slesia, a sud, la Pomerania a nord, ed il Brandeburgo al centro, in modo da forzare la mano al kaiser per un'alleanza col lo zar. Berlino cadde in meno di cento giorni. Con la caduta della Prussia, anche l'Impero Austriaco si trovava alla mercé dell'invasione russa su due direttrici, a nord ed ad est, e Vienna seriamente minacciata. La caduta della Prussia avrebbe, inevitabilmente, innescato la caduta dell'Austria e degli stati fantoccio della Confederazione del Reno, della Confederazione Elvetica, del Regno di Danimarca e Norvegia, del Regno Italico e del Regno di Napoli. Inoltre, avrebbe permesso l'occupazione certa dei dipartimenti francesi degli attuali Belgio e Paesi Bassi, indifendibili, una volta caduti gli antistanti stati tedeschi vassalli di Napoleone. Questo trattato ha importanza storica, in quanto costituisce l'inizio della fine dell'impero napoleonico e la caduta finale dell'imperatore francese, il 4 aprile 1814 ("Trattato di Fontainebleau"), dopo che l'esercito austro - russo - prussiano - svedese aveva occupato Parigi (31 marzo). Con tale accordo, si ebbe la liberazione dell'intera Europa asservita a Napoleone nel giro di un anno appena e la caduta del regime napoleonico in appena 15 mesi. In base al trattato i soldati prussiani erano liberi di ritirarsi nella città di Klaipėda (in tedesco Memel) senza temere imboscate dai russi, autosegregandosi nelle proprie caserme in una condizione d'immediata neutralità. In cambio rimaneva completamente sguarnito il confine prussiano che andava da Klaipėda verso sud fino a Gołdap entro cui, già il 2 gennaio 1813, si riversarono inarrestabili le armate russe senza compiere saccheggi o razzie, anzi, rifocillate, approvvigionate ed acquartierate dalla popolazione prussiana. Il filosofo Johann Gottlieb Fichte e tutta la corte imperiale prussiana, assieme allo stato maggiore dell'esercito si felicitarono dell'evento. Già il 31 dicembre 1812 le truppe russe varcarono il confine russo - prussiano senza incontrare resistenze di sorta presso Lauksargiai, 30 km sud ovest da Tauragė, sulla strada per Tilsit. Lo stesso giorno, i russi entrarono, a nord, a Klaipėda e a sud, a Virbalis, da dove, il 2 gennaio entrarono a Gusev trovando la strada sgombra per proseguire a tenaglia, da un lato verso sud ovest, verso Majakovskoe e Družba, dove entrarono il 4 gennaio, Pravdinsk, teatro della sanguinosa sconfitta del 1807, dove entrarono il 6 gennaio, e Bagrationovsk il 17 gennaio, isolando la regione di Königsberg. L'altro braccio della tenaglia procedette in direzione nord ovest passando per il teatro della vittoria di Gros Jegersdorfas, da dove, il 7 gennaio, entrarono a Znamensk per catturare Königsberg. I francesi dovettero correre ai ripari perché era perduta la possibilità di creare una linea difensiva sul fiume Nemunas, e cercare di organizzare un estremo tentativo di difesa sul fiume Vistola, sloggiando da tutta la Prussia Orientale e da Varsavia, ma non avevano abbastanza truppe per presidiare il territorio, e - tanto meno - per tentare l'ennesima resistenza. Infatti, il quartier generale francese di Olsztyn fu evacuato già il 1º gennaio; la sede del comando di Gioacchino Murat ad Elbląg venne abbandonata il 2 gennaio; in pari data i francesi evacuarono anche Szczytno; il 3 gennaio il generale McDonald entrò a Königsberg (odierna Kaliningrad), capitale della Prussia Orientale, il 3 gennaio, salvo ritirarsi al di là della Vistola il 9 gennaio, tallonato dai russi che occuparono la città l'8 gennaio, accolti dalla cittadinanza festante. L'ultima città della Prussia Orientale, Baltijsk capitolò il 7 febbraio. Malgrado l’iniziale sconfessione del re di Prussia, la convenzione fu appoggiata dal segretario di stato, il barone Heinrich Friedrich Karl von Stein. Tutti i 25 generali presenti tra il Nemunas e l'Oder imitando l'esempio di von Wartenburg, e, lasciando libero passo all’avanzata russa, innescarono la defezione dall’alleanza francese non solo della Prussia ma poi anche dell’Austria (12 agosto) e degli altri ex-vassalli tedeschi di Napoleone, in una sorta di "effetto domino" che non si sarebbe fermato fino alla caduta finale di Napoleone. Del trattato di neutralità, infatti, era stato ufficialmente informato il re prussiano Federico Guglielmo III di Prussia, direttamente con un dispaccio del 5 gennaio dal generale firmatario dell'accordo, Von Wartenburg, comandante del contingente prussiano in Prussia Orientale.Il kaiser s'affrettò a sollevare dall'incarico il generale, deferendolo alla corte marziale, a sconfessare pubblicamente l'accordo armistiziale ed a proclamare la fedeltà all'alleanza con la Francia. Al contempo, inviò il generale Franz Ludwig von Hatzfeld in missione speciale a Parigi presso Napoleone con le scuse ufficiali in relazione all'atto del generale Yorck, informando l'imperatore francese che il generale Yorck sarebbe stato degradato e congedato con infamia dall'esercito prussiano e che sarebbe stato processato da un tribunale militare con la richiesta ufficiale della massima pena prevista dal codice militare di guerra, la pena capitale. A Parigi Hatzfeld fu detenuto e vi rimase fino al 1814, quando le truppe della coalizione entrarono nella capitale francese per deporre Napoleone. il Kaiser Federico Guglielmo III avviò trattative segrete con Russia e Austria e passò a “manovre” diplomatiche ambigue: inviò l'aiutante di campo Oldwig Leopold Anton von Natzmer con l'ordine di rimuovere Yorck e nominare il generale Friedrich Heinrich Ferdinand Emil von Kleist, conte Kleist von Nollendorf, vice di Yorck, comandante del corpo prussiano, ricevendone un netto rifiuto. Allo stesso tempo, inviò il suo consigliere militare, il colonnello Karl Friedrich von dem Knesebeck a Vienna, e poi a San Pietroburgo dallo zar Alessandro I una proposta per concludere un'alleanza difensiva e offensiva con la Prussia e continuare l'offensiva russa oltre la Vistola e l'Oder. Il tutto mentre annunciava pubblicamente la denuncia ufficiale della convenzione e proclamando l'assicurazione di incrollabile lealtà nei confronti della Francia occupante. Tuttavia, iniziarono disordini in ampi settori della società prussiana volti alla liberazione dall'alleanza forzata con Napoleone e all'effettiva occupazione di parte della Prussia da parte delle truppe francesi. Per timore d'una ritorsione francese (Napoleone occupava ancora il territorio prussiano ed a Berlino, la capitale della Prussia, c'era allora una guarnigione francese di 6.000 uomini, il kaiser rigettò il trattato ufficialmente, mantenendo, al contempo, un atteggiamento ambiguamente attendista, dal momento che non si trovò alcun generale disposto a sostituire il generale Johann David Ludwig Graf Yorck von Wartenburg, come comandante del contingente prussiano a difesa della Prussia Orientale e l'intero corpo dei generali prussiani si era allineato su posizioni neutraliste. Alla fine, questi diede la sua approvazione il 28 febbraio 1813 siglando a Kalisz un trattato d'alleanza con la Russia, con la creazione d'un esercito comune russo - prussiano, cui i prussiani contribuirono con 120.000 soldati e l'intero corpo ufficiali. Al momento della firma dell'accordo, la Russia, i cui eserciti stavano ormai dilagando dalla Pomerania alla Slesia puntando su Berlino, raggiunta una prima volta da un distaccamento di Cosacchi verso mezzogiorno del 20 febbraio, che si scontrarono, entrando dalla Porta di Brandeburgo con le truppe francesi del Generale Laurent de Gouvion-Saint-Cyr stava eliminando tutte le armate francesi tra Berlino e Kustrin. L'ingresso ufficiale a Berlino delle truppe regolari russe del Generale Peter Wittgenstein avvenne il successivo 4 marzo tra una folla di berlinesi festanti ed acclamanti i russi liberatori. La Prussia ruppe con la Francia e si unì ai nemici dell'imperatore francese. La decorazione classica della "Croce di Ferro" fu istituita dal re per celebrare l'evento, il 10 marzo 1813, sette giorni prima del suo appello "An mein Volk" ("Al mio popolo") emesso a Breslavia il 17 marzo, col quale mobilitava tutti i sudditi del regno per la guerra di liberazione contro Napoleone. La si volle di ferro, priva di qualsiasi valore commerciale: doveva ricordare le durissime lotte del riscatto. Alla coalizione russo - prussiana si unì, il 23 marzo, la Svezia ed il 12 agosto l'Austria. Nel contempo i russi avevano occupato l'intero territorio del Granducato di Varsavia, investendo il Brandeburgo. Lo zar ed il kaiser fecero il loro ingresso congiunto a Berlino l'11 marzo, e da allora l'area dove si accamparono prese il nome di Alexanderplatz. Molte furono le insurrezioni antifrancesi spontanee in tante città prussiane. La caduta del Granducato di Varsavia fu completata con la resa di Toruń, il 17 aprile, che costrinse i francesi ad indietreggiare dalla Vistola all'Elba per non rimanere accerchiati. Rimase in mano francese unicamente la piazzaforte assediata di Danzica finché dovette arrendersi per mancanza di alimenti il 29 novembre, quando l'intero territorio tedesco era stato liberato con la caduta della Confederazione del Reno (4 novembre) e Napoleone si era ritirato dietro il Reno apprestandosi a difendere la Francia dagli eserciti coalizzati di Russia, Austria, Prussia, Gran Bretagna, Svezia, Baviera. Di fatto, la Prussia preindustriale era un paese agricolo e povero. Il mulino oggigiorno non esiste più. A Požerūnai, nel luogo ove sorgeva lo storico mulino si trovano un monumento a forma cubica che riporta gli articoli dell'armistizio in lingua tedesca, in lingua lituana ed in lingua russa ed una colossale lapide trilingue, che illustra il contesto storico.